# Llista dels municipis de la Savoia

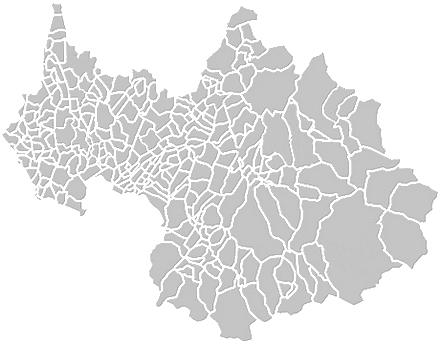
Mapa municipal de la Savoia

Llista dels 305 municipis del departament francès de la Savoia (73).
| Codi INSEE | Codi Postal | Municipi                              |
| ---------- | ----------- | ------------------------------------- |
| 73001      | 73610       | Aiguebelette-le-Lac (CCLA)            |
| 73002      | 73220       | Aiguebelle (CCPM)                     |
| 73003      | 73260       | Aigueblanche (CCVA)                   |
| 73004      | 73340       | Aillon-le-Jeune (CCPB)                |
| 73005      | 73340       | Aillon-le-Vieux (CCPB)                |
| 73006      | 73210       | Aime (CCCAi)                          |
| 73007      | 73220       | Aiton (CCPM)                          |
| 73008      | 73100       | Aix-les-Bains (CCLB)                  |
| 73010      | 73410       | Albens (CCCAl)                        |
| 73011      | 73200       | Albertville (CCRA)                    |
| 73012      | 73300       | Albiez-le-Jeune (CCA)                 |
| 73013      | 73300       | Albiez-Montrond (CCA)                 |
| 73014      | 73200       | Allondaz (CCRA)                       |
| 73015      | 73550       | Les Allues                            |
| 73017      | 73190       | Apremont                              |
| 73018      | 73800       | Arbin                                 |
| 73019      | 73220       | Argentine (CCPM)                      |
| 73020      | 73340       | Arith (CCPB)                          |
| 73021      | 73110       | Arvillard (CCRVG)                     |
| 73022      | 73610       | Attignat-Oncin                        |
| 73023      | 73500       | Aussois                               |
| 73024      | 73260       | Les Avanchers-Valmorel (CCVA)         |
| 73025      | 73240       | Avressieux (CCVGu)                    |
| 73026      | 73500       | Avrieux (CCLN)                        |
| 73027      | 73470       | Ayn (CCLA)                            |
| 73028      | 73170       | La Balme (CCY)                        |
| 73029      | 73000       | Barberaz (CAC)                        |
| 73030      | 73230       | Barby (CAC)                           |
| 73031      | 73000       | Bassens (CAC)                         |
| 73032      | 73540       | La Bâthie (CCRA)                      |
| 73033      | 73360       | La Bauche (CCMB)                      |
| 73034      | 73270       | Beaufort (CCB)                        |
| 73036      | 73340       | Bellecombe-en-Bauges (CCPB)           |
| 73038      | 73210       | Bellentre (CCCAi)                     |
| 73039      | 73330       | Belmont-Tramonet (CCVGu)              |
| 73040      | 73480       | Bessans (CCHMV)                       |
| 73041      | 73390       | Betton-Bettonet (CCGC)                |
| 73042      | 73170       | Billième (CCY)                        |
| 73043      | 73410       | La Biolle (CCCAl)                     |
| 73045      | 73260       | Le Bois                               |
| 73046      | 73260       | Bonneval                              |
| 73047      | 73480       | Bonneval-sur-Arc (CCHMV)              |
| 73048      | 73460       | Bonvillard                            |
| 73049      | 73220       | Bonvillaret (CCPM)                    |
| 73050      | 73370       | Bourdeau (CCLB)                       |
| 73051      | 73370       | Le Bourget-du-Lac (CCLB)              |
| 73052      | 73110       | Bourget-en-Huile (CCRVG)              |
| 73053      | 73390       | Bourgneuf (CCGC)                      |
| 73054      | 73700       | Bourg-Saint-Maurice                   |
| 73055      | 73350       | Bozel                                 |
| 73056      | 73500       | Bramans (CCHMV)                       |
| 73057      | 73570       | Brides-les-Bains                      |
| 73058      | 73520       | La Bridoire (CCVGu)                   |
| 73059      | 73100       | Brison-Saint-Innocent (CCLB)          |
| 73061      | 73200       | Césarches (CCRA)                      |
| 73062      | 73410       | Cessens (CCCAl)                       |
| 73063      | 73730       | Cevins (CCRA)                         |
| 73064      | 73190       | Challes-les-Eaux (CAC)                |
| 73065      | 73000       | Chambéry (CAC)                        |
| 73067      | 73130       | La Chambre                            |
| 73068      | 73390       | Chamousset (CCGC)                     |
| 73069      | 73390       | Chamoux-sur-Gelon (CCGC)              |
| 73070      | 73240       | Champagneux (CCVGu)                   |
| 73071      | 73350       | Champagny-en-Vanoise                  |
| 73072      | 73390       | Champ-Laurent (CCGC)                  |
| 73073      | 73310       | Chanaz (CCC)                          |
| 73074      | 73660       | La Chapelle                           |
| 73075      | 73110       | La Chapelle-Blanche (CCRVG)           |
| 73076      | 73370       | La Chapelle-du-Mont-du-Chat (CCLB)    |
| 73077      | 73700       | Les Chapelles                         |
| 73078      | 73170       | La Chapelle-Saint-Martin (CCY)        |
| 73079      | 73390       | Châteauneuf (CCGC)                    |
| 73080      | 73300       | Le Châtel (CCCM)                      |
| 73081      | 73630       | Le Châtelard (CCPB)                   |
| 73082      | 73800       | La Chavanne                           |
| 73083      | 73660       | Les Chavannes-en-Maurienne            |
| 73084      | 73800       | Chignin                               |
| 73085      | 73310       | Chindrieux (CCC)                      |
| 73086      | 73460       | Cléry (CCHCS)                         |
| 73087      | 73160       | Cognin (CAC)                          |
| 73088      | 73400       | Cohennoz                              |
| 73089      | 73800       | Coise-Saint-Jean-Pied-Gauthier (CCGC) |
| 73090      | 73630       | La Compôte (CCPB)                     |
| 73091      | 73310       | Conjux (CCC)                          |
| 73092      | 73160       | Corbel (CCVE)                         |
| 73093      | 73210       | La Côte-d'Aime (CCCAi)                |
| 73094      | 73590       | Crest-Voland                          |
| 73095      | 73110       | La Croix-de-la-Rochette (CCRVG)       |
| 73096      | 73800       | Cruet (CCCS)                          |
| 73097      | 73190       | Curienne                              |
| 73098      | 73230       | Les Déserts                           |
| 73099      | 73110       | Détrier (CCRVG)                       |
| 73100      | 73330       | Domessin (CCVGu)                      |
| 73101      | 73630       | Doucy-en-Bauges (CCPB)                |
| 73103      | 73420       | Drumettaz-Clarafond (CCLB)            |
| 73104      | 73610       | Dullin (CCLA)                         |
| 73105      | 73360       | Les Échelles                          |
| 73106      | 73630       | École (CCPB)                          |
| 73107      | 73670       | Entremont-le-Vieux (CCVE)             |
| 73108      | 73410       | Épersy (CCCAl)                        |
| 73109      | 73220       | Épierre                               |
| 73110      | 73540       | Esserts-Blay (CCRA)                   |
| 73111      | 73110       | Étable (CCRVG)                        |
| 73112      | 73260       | Feissons-sur-Isère                    |
| 73113      | 73350       | Feissons-sur-Salins                   |
| 73114      | 73590       | Flumet                                |
| 73115      | 73600       | Fontaine-le-Puits                     |
| 73116      | 73300       | Fontcouverte-la Toussuire (CCA)       |
| 73117      | 73500       | Fourneaux                             |
| 73118      | 73800       | Francin                               |
| 73119      | 73500       | Freney                                |
| 73120      | 73250       | Fréterive (CCCS)                      |
| 73121      | 73460       | Frontenex (CCHCS)                     |
| 73122      | 73470       | Gerbaix (CCLA)                        |
| 73123      | 73590       | La Giettaz                            |
| 73124      | 73200       | Gilly-sur-Isère (CCRA)                |
| 73126      | 73210       | Granier (CCCAi)                       |
| 73127      | 73240       | Gresin (CCVGu)                        |
| 73128      | 73100       | Grésy-sur-Aix (CCLB)                  |
| 73129      | 73460       | Grésy-sur-Isère (CCHCS)               |
| 73130      | 73200       | Grignon (CCRA)                        |
| 73131      | 73600       | Hautecour                             |
| 73132      | 73620       | Hauteluce (CCB)                       |
| 73133      | 73390       | Hauteville (CCGC)                     |
| 73135      | 73300       | Hermillon (CCCM)                      |
| 73137      | 73000       | Jacob-Bellecombette (CAC)             |
| 73138      | 73300       | Jarrier (CCA)                         |
| 73139      | 73630       | Jarsy (CCPB)                          |
| 73140      | 73170       | Jongieux (CCY)                        |
| 73141      | 73800       | Laissaud                              |
| 73142      | 73210       | Landry (CCCAi)                        |
| 73143      | 73480       | Lanslebourg-Mont-Cenis (CCHMV)        |
| 73144      | 73480       | Lanslevillard (CCHMV)                 |
| 73187      | 73260       | La Léchère (CCVA)                     |
| 73145      | 73610       | Lépin-le-Lac (CCLA)                   |
| 73146      | 73340       | Lescheraines (CCPB)                   |
| 73147      | 73170       | Loisieux (CCY)                        |
| 73149      | 73170       | Lucey (CCY)                           |
| 73150      | 73210       | Mâcot-la-Plagne (CCCAi)               |
| 73151      | 73800       | Les Marches                           |
| 73152      | 73470       | Marcieux (CCLA)                       |
| 73153      | 73400       | Marthod (CCRA)                        |
| 73154      | 73200       | Mercury (CCRA)                        |
| 73155      | 73420       | Méry (CCLB)                           |
| 73156      | 73170       | Meyrieux-Trouet (CCY)                 |
| 73157      | 73500       | Modane                                |
| 73158      | 73410       | Mognard (CCCAl)                       |
| 73159      | 73800       | Les Mollettes                         |
| 73160      | 73000       | Montagnole                            |
| 73161      | 73350       | Montagny                              |
| 73162      | 73460       | Montailleur (CCHCS)                   |
| 73163      | 73130       | Montaimont                            |
| 73164      | 73100       | Montcel (CCLB)                        |
| 73166      | 73390       | Montendry (CCGC)                      |
| 73167      | 73130       | Montgellafrey                         |
| 73168      | 73220       | Montgilbert (CCPM)                    |
| 73169      | 73210       | Montgirod (CCCAi)                     |
| 73170      | 73200       | Monthion (CCRA)                       |
| 73171      | 73800       | Montmélian                            |
| 73173      | 73870       | Montricher-Albanne                    |
| 73175      | 73220       | Montsapey (CCPM)                      |
| 73176      | 73700       | Montvalezan                           |
| 73177      | 73300       | Montvernier (CCCM)                    |
| 73178      | 73340       | La Motte-en-Bauges (CCPB)             |
| 73179      | 73290       | La Motte-Servolex (CAC)               |
| 73180      | 73310       | Motz (CCC)                            |
| 73181      | 73600       | Moûtiers                              |
| 73182      | 73100       | Mouxy (CCLB)                          |
| 73183      | 73800       | Myans                                 |
| 73184      | 73470       | Nances (CCLA)                         |
| 73186      | 73590       | Notre-Dame-de-Bellecombe              |
| 73188      | 73460       | Notre-Dame-des-Millières (CCHCS)      |
| 73189      | 73130       | Notre-Dame-du-Cruet                   |
| 73190      | 73600       | Notre-Dame-du-Pré                     |
| 73191      | 73470       | Novalaise (CCLA)                      |
| 73192      | 73340       | Le Noyer (CCPB)                       |
| 73193      | 73310       | Ontex (CCLB)                          |
| 73194      | 73140       | Orelle (CCMG)                         |
| 73196      | 73200       | Pallud (CCRA)                         |
| 73197      | 73210       | Peisey-Nancroix (CCCAi)               |
| 73198      | 73600       | La Perrière                           |
| 73200      | 73800       | Planaise                              |
| 73201      | 73350       | Planay                                |
| 73202      | 73200       | Plancherine (CCHCS)                   |
| 73203      | 73300       | Pontamafrey-Montpascal                |
| 73204      | 73330       | Le Pont-de-Beauvoisin (CCVGu)         |
| 73205      | 73110       | Le Pontet (CCRVG)                     |
| 73206      | 73710       | Pralognan-la-Vanoise                  |
| 73207      | 73110       | Presle (CCRVG)                        |
| 73208      | 73100       | Pugny-Chatenod (CCLB)                 |
| 73210      | 73190       | Puygros                               |
| 73211      | 73720       | Queige (CCB)                          |
| 73212      | 73220       | Randens (CCPM)                        |
| 73213      | 73490       | La Ravoire (CAC)                      |
| 73214      | 73240       | Rochefort (CCVGu)                     |
| 73215      | 73110       | La Rochette (CCRVG)                   |
| 73216      | 73730       | Rognaix (CCRA)                        |
| 73217      | 73110       | Rotherens (CCRVG)                     |
| 73218      | 73310       | Ruffieux (CCC)                        |
| 73219      | 73610       | Saint-Alban-de-Montbel (CCLA)         |
| 73220      | 73220       | Saint-Alban-des-Hurtières (CCPM)      |
| 73221      | 73130       | Saint-Alban-des-Villards (CCVGl)      |
| 73222      | 73230       | Saint-Alban-Leysse (CAC)              |
| 73223      | 73500       | Saint-André                           |
| 73224      | 73130       | Saint-Avre                            |
| 73225      | 73190       | Saint-Baldoph (CAC)                   |
| 73226      | 73520       | Saint-Béron (CCVGu)                   |
| 73227      | 73120       | Saint-Bon-Tarentaise                  |
| 73228      | 73160       | Saint-Cassin                          |
| 73229      | 73360       | Saint-Christophe (CCMB)               |
| 73230      | 73130       | Saint-Colomban-des-Villards (CCVGl)   |
| 73232      | 73640       | Sainte-Foy-Tarentaise                 |
| 73240      | 73800       | Sainte-Hélène-du-Lac                  |
| 73241      | 73460       | Sainte-Hélène-sur-Isère               |
| 73254      | 73240       | Sainte-Marie-d'Alvey (CCVGu)          |
| 73255      | 73130       | Sainte-Marie-de-Cuines                |
| 73277      | 73630       | Sainte-Reine (CCPB)                   |
| 73231      | 73130       | Saint-Etienne-de-Cuines               |
| 73233      | 73360       | Saint-Franc (CCMB)                    |
| 73234      | 73340       | Saint-François-de-Sales (CCPB)        |
| 73235      | 73130       | Saint-François-Longchamp              |
| 73236      | 73240       | Saint-Genix-sur-Guiers (CCVGu)        |
| 73237      | 73220       | Saint-Georges-des-Hurtières (CCPM)    |
| 73238      | 73410       | Saint-Germain-la-Chambotte (CCCAl)    |
| 73239      | 73410       | Saint-Girod (CCCAl)                   |
| 73242      | 73530       | Saint-Jean-d'Arves (CCA)              |
| 73243      | 73230       | Saint-Jean-d'Arvey (CAC)              |
| 73244      | 73440       | Saint-Jean-de-Belleville              |
| 73245      | 73170       | Saint-Jean-de-Chevelu (CCY)           |
| 73246      | 73160       | Saint-Jean-de-Couz (CCMB)             |
| 73247      | 73250       | Saint-Jean-de-la-Porte (CCCS)         |
| 73248      | 73300       | Saint-Jean-de-Maurienne (CCCM)        |
| 73249      | 73190       | Saint-Jeoire-Prieuré (CAC)            |
| 73250      | 73870       | Saint-Julien-Mont-Denis (CCCM)        |
| 73252      | 73220       | Saint-Léger (CCPM)                    |
| 73253      | 73600       | Saint-Marcel                          |
| 73256      | 73140       | Saint-Martin-d'Arc (CCMG)             |
| 73257      | 73440       | Saint-Martin-de-Belleville            |
| 73258      | 73140       | Saint-Martin-de-la-Porte (CCMG)       |
| 73259      | 73130       | Saint-Martin-sur-la-Chambre           |
| 73260      | 73240       | Saint-Maurice-de-Rotherens (CCVGu)    |
| 73261      | 73140       | Saint-Michel-de-Maurienne (CCMG)      |
| 73262      | 73590       | Saint-Nicolas-la-Chapelle             |
| 73263      | 73100       | Saint-Offenge-Dessous (CCLB)          |
| 73264      | 73100       | Saint-Offenge-Dessus (CCLB)           |
| 73265      | 73410       | Saint-Ours (CCCAl)                    |
| 73266      | 73260       | Saint-Oyen                            |
| 73267      | 73300       | Saint-Pancrace (CCA)                  |
| 73269      | 73170       | Saint-Paul (CCY)                      |
| 73268      | 73730       | Saint-Paul-sur-Isère (CCRA)           |
| 73270      | 73250       | Saint-Pierre-d'Albigny (CCCS)         |
| 73271      | 73170       | Saint-Pierre-d'Alvey (CCY)            |
| 73272      | 73220       | Saint-Pierre-de-Belleville (CCPM)     |
| 73273      | 73310       | Saint-Pierre-de-Curtille (CCC)        |
| 73275      | 73360       | Saint-Pierre-de-Genebroz (CCMB)       |
| 73274      | 73670       | Saint-Pierre-d'Entremont (CCVE)       |
| 73276      | 73800       | Saint-Pierre-de-Soucy                 |
| 73278      | 73660       | Saint-Rémy-de-Maurienne               |
| 73280      | 73530       | Saint-Sorlin-d'Arves (CCA)            |
| 73281      | 73160       | Saint-Sulpice                         |
| 73282      | 73160       | Saint-Thibaud-de-Couz (CCMB)          |
| 73283      | 73460       | Saint-Vital (CCHCS)                   |
| 73284      | 73600       | Salins-les-Thermes                    |
| 73285      | 73700       | Séez                                  |
| 73286      | 73310       | Serrières-en-Chautagne (CCC)          |
| 73287      | 73500       | Sollières-Sardières (CCHMV)           |
| 73288      | 73000       | Sonnaz (CAC)                          |
| 73289      | 73110       | La Table (CCRVG)                      |
| 73290      | 73500       | Termignon (CCHMV)                     |
| 73292      | 73200       | Thénésol (CCRA)                       |
| 73293      | 73230       | Thoiry                                |
| 73294      | 73190       | La Thuile                             |
| 73296      | 73320       | Tignes                                |
| 73297      | 73460       | Tournon (CCHCS)                       |
| 73298      | 73790       | Tours-en-Savoie (CCRA)                |
| 73299      | 73170       | Traize (CCY)                          |
| 73300      | 73100       | Tresserve (CCLB)                      |
| 73301      | 73100       | Trévignin (CCLB)                      |
| 73302      | 73110       | La Trinité (CCRVG)                    |
| 73303      | 73400       | Ugine (CCRA)                          |
| 73304      | 73150       | Val-d'Isère                           |
| 73305      | 73210       | Valezan (CCCAi)                       |
| 73306      | 73450       | Valloire (CCMG)                       |
| 73307      | 73450       | Valmeinier (CCMG)                     |
| 73308      | 73200       | Venthon (CCRA)                        |
| 73309      | 73330       | Verel-de-Montbel (CCVGu)              |
| 73310      | 73230       | Verel-Pragondran (CAC)                |
| 73311      | 73110       | Le Verneil (CCRVG)                    |
| 73312      | 73460       | Verrens-Arvey (CCHCS)                 |
| 73313      | 73170       | Verthemex (CCY)                       |
| 73314      | 73800       | Villard-d'Héry                        |
| 73315      | 73390       | Villard-Léger (CCGC)                  |
| 73316      | 73110       | Villard-Sallet (CCRVG)                |
| 73317      | 73270       | Villard-sur-Doron (CCB)               |
| 73318      | 73300       | Villarembert (CCA)                    |
| 73320      | 73300       | Villargondran (CCCM)                  |
| 73321      | 73600       | Villarlurin                           |
| 73322      | 73500       | Villarodin-Bourget (CCLN)             |
| 73323      | 73640       | Villaroger                            |
| 73324      | 73110       | Villaroux                             |
| 73326      | 73160       | Vimines (CAC)                         |
| 73327      | 73310       | Vions (CCC)                           |
| 73328      | 73420       | Viviers-du-Lac (CCLB)                 |
| 73329      | 73420       | Voglans (CCLB)                        |
| 73330      | 73170       | Yenne (CCY)                           |

## Abreviacions
(CAC) Communauté d'agglomération Chambéry Métropole, créée en 2000

(CCA) Communauté de communes de l'Arvan

(CCB) Communauté de communes du Beaufortain

(CCC) Communauté de communes de Chautagne

(CCCAi) Communauté de communes du canton d'Aime

(CCCAl) Communauté de communes du canton d'Albens

(CCCM) Communauté de communes Cœur de Maurienne

(CCCS) Communauté de communes Combe de Savoie

(CCGC) Communauté de communes du Gelon et du Coisin

(CCHCS) Communauté de communes Haute Combe de Savoie

(CCHMV) Communauté de communes Haute Maurienne-Vanoise

(CCLA) Communauté de communes du lac d'Aiguebelette

(CALB) Communauté d'agglomération du Lac du Bourget 

(CCLN) Communauté de communes de la Norma

(CCMB) Communauté de communes du Mont Beauvoir

(CCMG) Communauté de communes Maurienne-Galibier

(CCPB) Communauté de communes du Pays des Bauges

(CCPM) Communauté de communes Porte de Maurienne

(CCRA) Communauté de communes de la Région d'Albertville

(CCRVG) Communauté de communes la Rochette - Val Gelon

(CCVA) Communauté de communes des Vallées d'Aigueblanche

(CCVE) Communauté de communes de la Vallée des Entremonts

(CCVGl) Communauté de communes de la Vallée du Glandon

(CCVGu) Communauté de communes Val Guiers

(CCY) Communauté de communes de Yenne